# A futura memoria (se la memoria ha un futuro)
A futura memoria (se la memoria ha un futuro) è un libro dello scrittore siciliano Leonardo Sciascia, pubblicato da Bompiani nel 1989. Il volume è una raccolta degli articoli apparsi dal 1979 al 1988 su «Il Globo», «L'Espresso» e, in maggioranza, su «Il Corriere della Sera». In questi interventi sulla stampa nazionale Sciascia prende posizione sull'omicidio del banchiere Calvi a Londra, l'omicidio del generale Dalla Chiesa, sul caso Tortora, sul maxiprocesso di Palermo, sulle testimonianze di Tommaso Buscetta e Contorno; furibonde polemiche suscitò l'articolo sui cosiddetti "professionisti dell'antimafia", apparso sul Corriere.
Nell'incipit dice: «Questo libro raccoglie quel che negli ultimi dieci anni io ho scritto su certi delitti, certa amministrazione della giustizia e sulla mafia. Spero venga letto con serenità». 

## Edizioni
- A futura memoria (se la memoria ha un futuro), Collana Saggistica, Milano, Bompiani, 1989, ISBN 978-88-45-21517-9.
- A futura memoria (se la memoria ha un futuro), a cura di Paolo Squillacioti, Collana Saggi.Nuova serie, Milano, Adelphi, 2017, ISBN 978-88-45-93149-9.